# 三環類抗抑鬱藥藥物過量
三環類抗抑鬱藥藥物過量（英語：Tricyclic antidepressant overdose），係指過度攝取三環類抗抑鬱藥（英語：tricyclic antidepressant，簡稱 TCA）類型藥物而中毒。症狀有體溫過高、視線模糊、瞳孔放大、嗜睡、意識錯亂、癲癇發作、心跳過速及心搏停止。通常症狀會在用藥過度後六小時內出現，如果沒有，應該就不會有症狀。
會發生服用此種藥物過量的原因可能為意外或是刻意自殺，中毒的劑量高低則隨不同藥物而有差異。大多數的三環類抗抑鬱藥物如服用不超過每公斤5毫克，通常並不會中毒；但地昔帕明、去甲替林與曲米帕明則屬例外，這3種藥物只需服用達每公斤2.5毫克即可能會中毒。因此對於幼童而言，就算只誤食1、2粒此種藥物也可能會造成生命危險。若懷疑患者有服用此種藥物過量的情形時，應為其安裝心電圖以利監測診斷。
治療藥物中毒時，一般會推薦採用活性碳，不應強行將患者催吐，患者的QRS波群若相對較廣（> 100 ms） ，推薦採用碳酸氫鈉；若患者癲癇發作，通常會給予的是苯二氮䓬類藥物。若患者有低血壓，會採用靜脈注射和去甲基腎上腺素，或許也會採用脂肪乳劑靜脈輸液。
2000年代初期，三環類抗抑鬱藥物是常見的藥物中毒原因之一，2004年，在美國就有12,000宗以上的病例；在英國，平均一年有270宗案例致死。第一宗三環類抗抑鬱藥藥物過量病例出現於1959年。